# 모스라 (항성)
모스라는 지구에서 약 177억 광년 떨어져 있는 황색 극대거성과 청색 초거성으로 이루어진 쌍성계이다. 모스라 역시 중력 렌즈 효과로 발견하였다.